# Tetrapterys mortonii
Tetrapterys mortonii är en tvåhjärtbladig växtart som först beskrevs av J. F. Macbride, och fick sitt nu gällande namn av José Cuatrecasas. Tetrapterys mortonii ingår i släktet Tetrapterys och familjen Malpighiaceae. Inga underarter finns listade i Catalogue of Life.